# Aromobates
Aromobates là một chi động vật lưỡng cư trong họ Aromobatidae, thuộc bộ Anura. Chi này có 12 loài và 92% bị đe dọa hoặc tuyệt chủng.

## Danh sách loài
- Aromobates alboguttatus (Boulenger, 1903)
- Aromobates cannatellai
- Aromobates capurinensis (Péfaur, 1993)
- Aromobates duranti (Péfaur, 1985)
- Aromobates ericksonae
- Aromobates haydeeae (Rivero, 1978)
- Aromobates leopardalis (Rivero, 1978)
- Aromobates mayorgai (Rivero, 1980)
- Aromobates meridensis (Dole and Durant, 1972)
- Aromobates molinarii (La Marca, 1985)
- Aromobates nocturnus Myers, Paolillo-O., and Daly, 1991
- Aromobates ornatissimus
- Aromobates orostoma (Rivero, 1978)
- Aromobates saltuensis (Rivero, 1980)
- Aromobates serranus (Péfaur, 1985)
- Aromobates tokuko
- Aromobates walterarpi
- Aromobates zippeli